# Zarzyce Małe
Zarzyce Małe – wieś w województwie małopolskim, w powiecie wadowickim, w gminie Kalwaria Zebrzydowska.
W latach 1975–1998 miejscowość administracyjnie należała do województwa bielskiego. Wieś leży na Pogórzu Wielickim (250 m n.p.m.), na zboczu góry Barglica i rozciąga się w dół do doliny Cedronu (dopływu Skawinki). Dawniej zwane Leńczami Średnimi, przynależały do zamku w Lanckoronie, wyodrębniły się z Leńcz w XIX w.